# 五賀野右衛門
五賀 野右衛門（ごが のえもん、生没年不詳）は、江戸時代中期の一揆指導者。

## 経歴・人物
越後国新潟町の商人。
明和5年（1768年）の新潟明和騒動の指導者涌井藤四郎、須藤佐次兵衛両人は頭取として長岡藩に捕らえられる。野右衛門は両人を救おうと指揮を取り、両人の一時釈放に成功するが、再び捕えられ獄死する。のち、野右衛門自身も捕えられ獄死した。